# 鄭夢賚
鄭夢賚（16世紀—16世紀），廣東廣州府番禺縣人，明朝政治人物。

## 生平
鄭夢賚是嘉靖三十四年（1555年）乙卯科廣東鄉試舉人，授崇安教諭，勤於教學，獲上級推薦陞邵武知縣，當時鄭春等人作亂牽連數萬人，朝廷建議剿滅，他獨自入寨諭以順逆，對方率領不下投降，餘黨未從者則用計擒獲，六年後考績得地方耆老士庶乞留，留任一年，再加五品服俸，晉泰州知州，其時開鑿漕河需遷移墳墓，他捐俸資助貧者遷墳，功成後未及陞遷即去世，人們都為他可惜。

## 引用
1. 1 2  同治《番禺縣志·卷四十·列傳九》：鄭夢賚，有至性，幼能養親，嘉靖三十四年舉人，為福建崇安官，勤學善誘，兩台交薦，陞邵武知縣，鄭春等作亂，連黨數萬，建議剿除，夢賚單身入寨論以順逆，春等相率降，餘黨未從者計擒，六載考績，耆老士庶詣闕乞留，得旨留任一年，加五品服俸，晉泰州知州，時開鑿漕河，墳墓以數萬計，貧者捐俸給助使遷善地，功成未及陞擢遽卒，世咸惜之。 據郝通志補